# Brandi Glanville
Brandi Lynn Glanville (Salinas, 16 de noviembre de 1972) es una personalidad de televisión, autora y exmodelo estadounidense. En 2011, se convirtió en miembro del elenco de la serie de telerrealidad The Real Housewives of Beverly Hills; fue amiga de las amas de casa en la segunda temporada, y fue una ama de casa protagonista de la tercera a la quinta temporada. Ella también presenta un pódcast llamado Brandi Glanville Unfiltered y ha aparecido en Celebrity Apprentice, Celebrity Big Brother,Famously Single y My Kitchen Rules. Ha escrito dos libros y es una de las autora de libros más vendidas del New York Times.

## Primeros años
Glanville nació en Salinas, California y se crio en Sacramento, California como hija mediana de Judith (apellido de soltera Swinehart) y Guy Glanville. Dijo que su padre cultivaba marihuana y ella la vendía a medida que se iba a haciendo mayor, admitiendo en Celebrity Big Brother que con sus hermanos, su hermana mayor Tricia y su hermano menor Michael, había chantajeado a su padre para obtener dinero.

## Carrera

### Modelo
A los 16 años de edad, Glanville se mudó a París, Francia, y comenzó a modelar; firmando con Elite Model Management, trabajó en Europa, Los Ángeles y Nueva York. Al año siguiente, participó en los desfiles de París. Durante una carrera de 17 años como modelo, apareció en las páginas de Glamour y Cosmopolitan y trabajó para casas de diseño de alta costura como Chanel, Giorgio Armani y Gucci.

### Televisión
En 2011, Glanville apareció en la segunda temporada del reality de Bravo The Real Housewives of Beverly Hills. Hizo varias apariciones a lo largo de la temporada como "Amiga de las amas de casa", y en el episodio de la reunión. Al año siguiente, ella y Yolanda Hadid se unieron al elenco como amas de casa para su tercera temporada. Salió del programa después de su quinta temporada en 2015, antes de regresar para varias apariciones como invitado en 2016. 
En 2015, Glanville compitió en la séptima temporada de Celebrity Apprentice, donde fue despedida dos semanas antes de la final. Apareció en la serie de telerrealidad de E! Famously Single en 2016. 
En 2017, Glanville compitió con su amigo, Dean Sheremet en el programa de cocina de FOX My Kitchen Rules, donde terminaron en el tercer lugar. 
Ese mismo año, participó en la temporada 20 de Celebrity Big Brother UK. Fue la cuarta compañera en salir de la casa el día 18. 
En 2018, Glanville participó como HouseGuest en la temporada 1 de Celebrity Big Brother US. Fue la quinta HouseGuest en ser desalojada el día 24. También apareció en la segunda temporada de Marriage Boot Camp: Reality Stars Family Edition con su padre, Guy. 

### Podcast y columna de revista
El 4 de noviembre de 2013, Glanville comenzó un programa semanal de podcast titulado Brandi Glanville Unfiltered. En el podcast, Glanville habla sobre su vida, cultura popular y realiza entrevistas con diversas personalidades. 
Glanville escribió una columna semanal para una revista de celebridades australiana "NW".

## Vida personal
El 12 de mayo de 2001, Glanville se casó con el actor Eddie Cibrian y durante su matrimonio la pareja tuvo dos hijos, Mason Edward y Jake Austin. La pareja se divorció en 2010 después de que Cibrian la engañó con LeAnn Rimes. 
Joanna Krupa demandó a Glanville por difamación e infligir intencionalmente problemas emocionales relacionados con comentarios falsos sobre Krupa hechos por Glanville en el programa de televisión Watch What Happens Live de Bravo. Después de varios años de proceso legal, Glanville emitió una disculpa pública a Krupa. Glanville habló sobre el acuerdo de conciliación al que llegó con Krupa en su podcast Unfilitered Blonde en 2019 y declaró que pagó alrededor de 500,000.00 dólares en honorarios legales y gastos del acuerdo. Glanville declaró en su podcast Unfiltered Blonde en marzo de 2019 que esta cantidad de dinero eran todos sus ahorros y que había estado ahorrando para una casa. Glanville también declaró en el mismo podcast que creía que era culpa de Lisa Vanderpump que ella no pudiese comprarse una casa y que se "vio obligada" a gastar todos sus ahorros porque, según Glanville, Vanderpump no apoyaría a Glanville en las declaraciones. 

## Filmografía
| Papeles en películas y televisión | Papeles en películas y televisión                | Papeles en películas y televisión | Papeles en películas y televisión                                                |
| Año                               | Título                                           | Papel                             | Notas                                                                            |
| --------------------------------- | ------------------------------------------------ | --------------------------------- | -------------------------------------------------------------------------------- |
| 2011–2016, 2019–2020              | The Real Housewives of Beverly Hills             | Ella misma                        | 147 episodios                                                                    |
| 2012                              | The Eric Andre Show                              | Ella misma                        | Episodio "Brandi Glanville"                                                      |
| 2013                              | 90210                                            | Ella misma                        | Episodio: "Dude, Where's My Husband?"                                            |
| 2013                              | Missing at 17                                    | Erica                             | Película para televisión                                                         |
| 2014                              | The Hungover Games                               | Ama de casa Veronica              | Película de comedia                                                              |
| 2015                              | Celebrity Apprentice                             | Ella misma                        | Concursante; 8 episodios                                                         |
| 2016                              | Sharknado: The 4th Awakens                       | Tech Whitley                      | Película para televisión                                                         |
| 2016                              | Famously Single                                  | Ella misma                        | 8 episodios                                                                      |
| 2017                              | My Kitchen Rules                                 | Ella misma                        | Concursante; 8 episodios                                                         |
| 2017                              | Hollywood Medium                                 | Ella misma                        | Episodio: "Brandi Glanville/Joanna Garcia Swisher/Chuck Liddell/Tiffany Haddish" |
| 2017                              | Gay for Play Game Show Starring RuPaul           | Ella misma                        | Episodio: "Episode #1.10"                                                        |
| 2017                              | Celebrity Big Brother 20 (UK)                    | Ella misma                        | 20 episodios                                                                     |
| 2018                              | Celebrity Big Brother 1 (U.S.)                   | Ella misma                        | 12 episodios                                                                     |
| 2018                              | Marriage Boot Camp: Reality Stars Family Edition | Ella misma                        | Temporada 12                                                                     |
| 2022, 2024                        | The Real Housewives Ultimate Girls Trip          | Ella misma                        | Temporada 2 y 5                                                                  |